# Beautiful War
Beautiful War is een nummer van de Amerikaanse rockband Kings of Leon uit 2013. Het is de derde single van hun zesde studioalbum Mechanical Bull.
Zanger Caleb Followil vertelde dat het nummer is geschreven in dezelfde periode als Use Somebody. Followil beweerde tegen een dj van de BBC dat "wanneer mensen Beautiful War niet kunnen waarderen, ze niks kunnen waarderen". Het nummer werd in de VS geen hit. Alleen in Vlaanderen werd het nummer een klein succesje, met een 10e positie in de Ultratip 100.